# Новый Гельсингфорс
Новый Гельсингфорс — исчезнувшая деревня в Калачинском районе Омской области России. Входила в состав Орловского сельского поселения. Точная дата упразднения не установлена.

## География
Располагалась в 3,5 км к востоку от села Орловка.

## История
Основана в 1925 году. В 1928 г. выселок Новый Гельсингфорс состоял из 26 хозяйств. В составе Староревельского сельсовета Калачинский район Омского округа Сибирского края.

## Население
В 1926 г. на выселке проживало 145 человек (75 мужчин и 70 женщин), основное население — эсты.